# 譚臣道
譚臣道（英語：Thomson Road）是香港的一條街道，它位於香港島灣仔區，本來連接莊士敦道及菲林明道，不过在1932年建成的修頓球場把譚臣道分為東段和西段。

## 實景

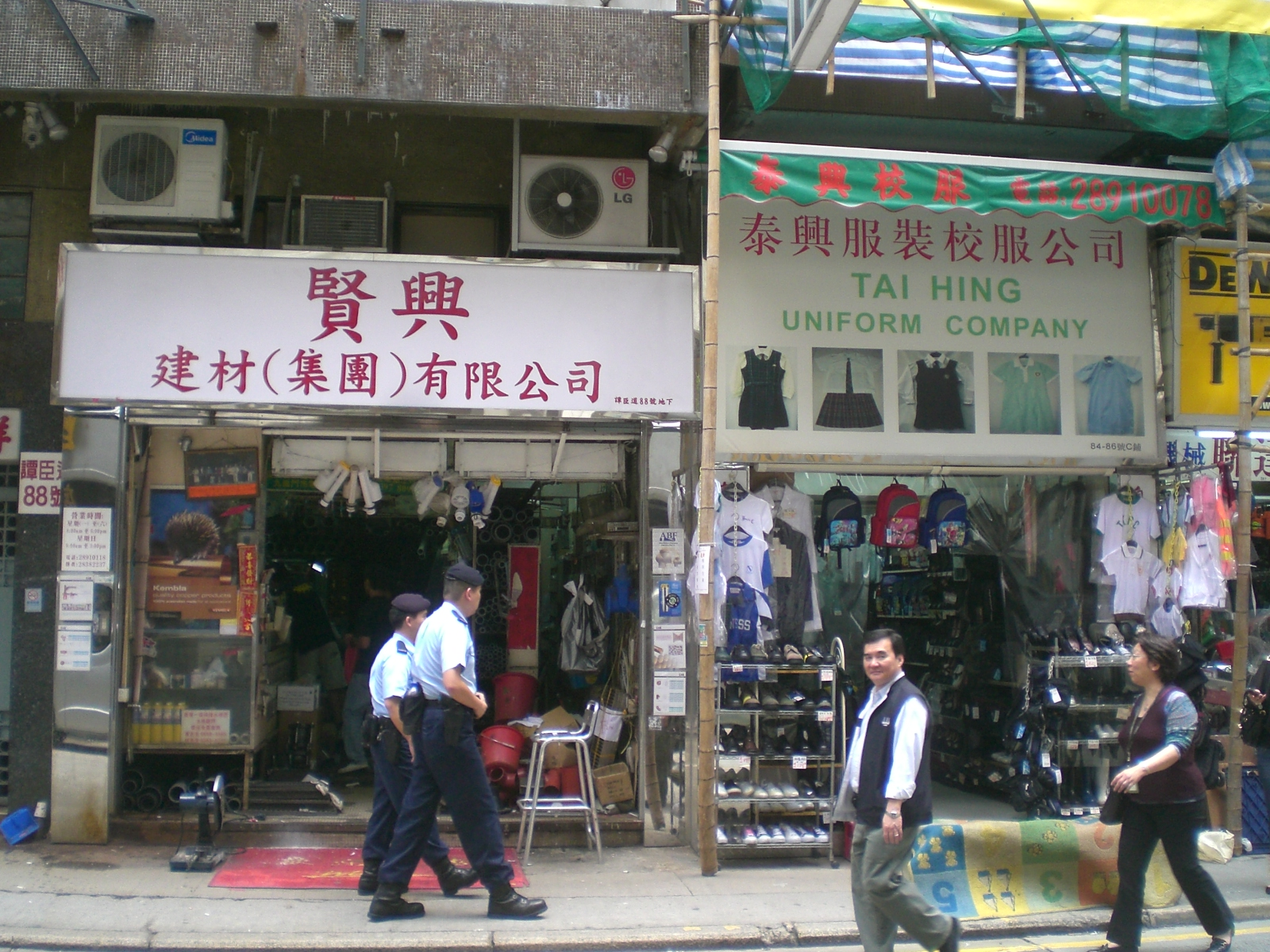
校服店及五金店
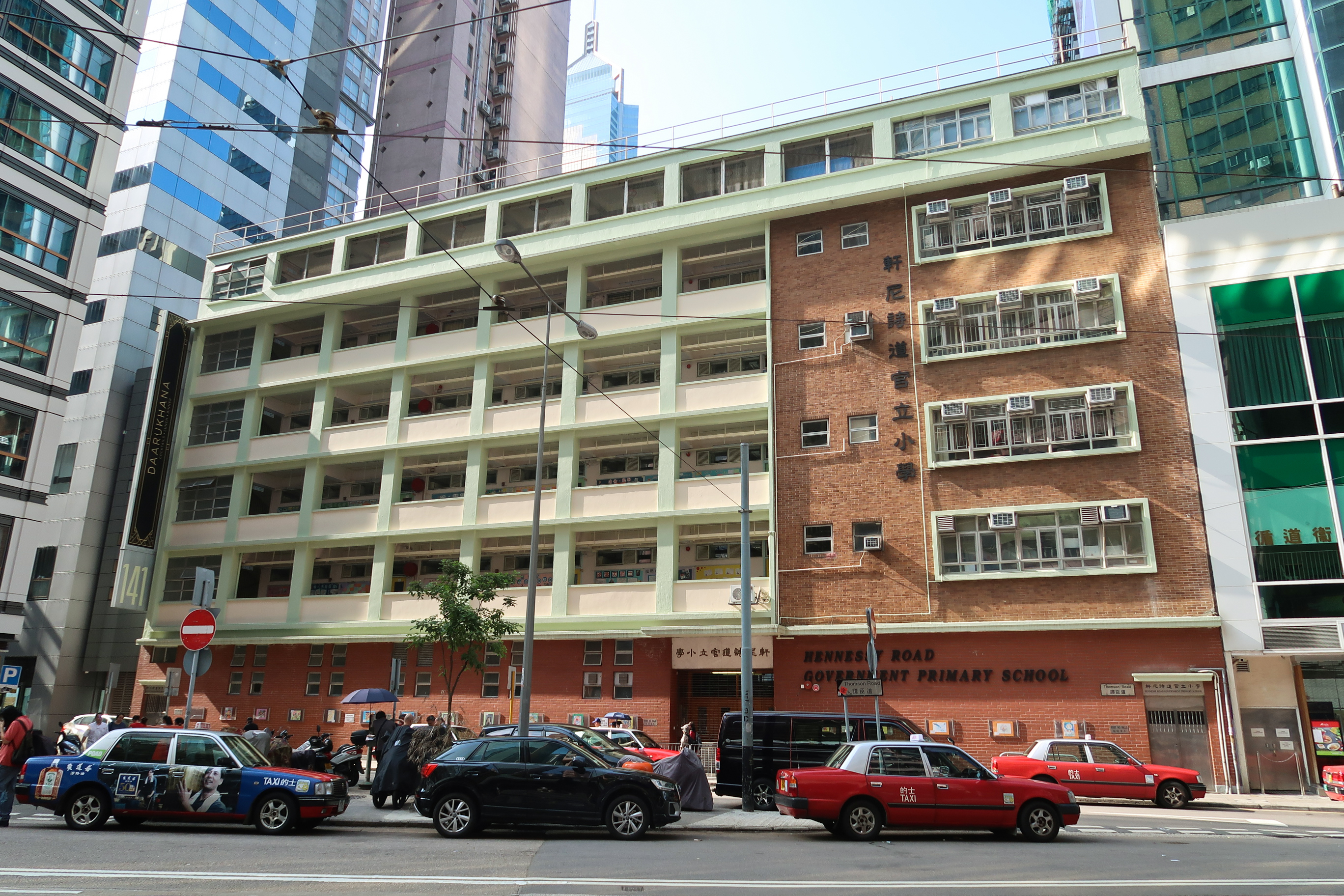
軒尼詩道官立小學
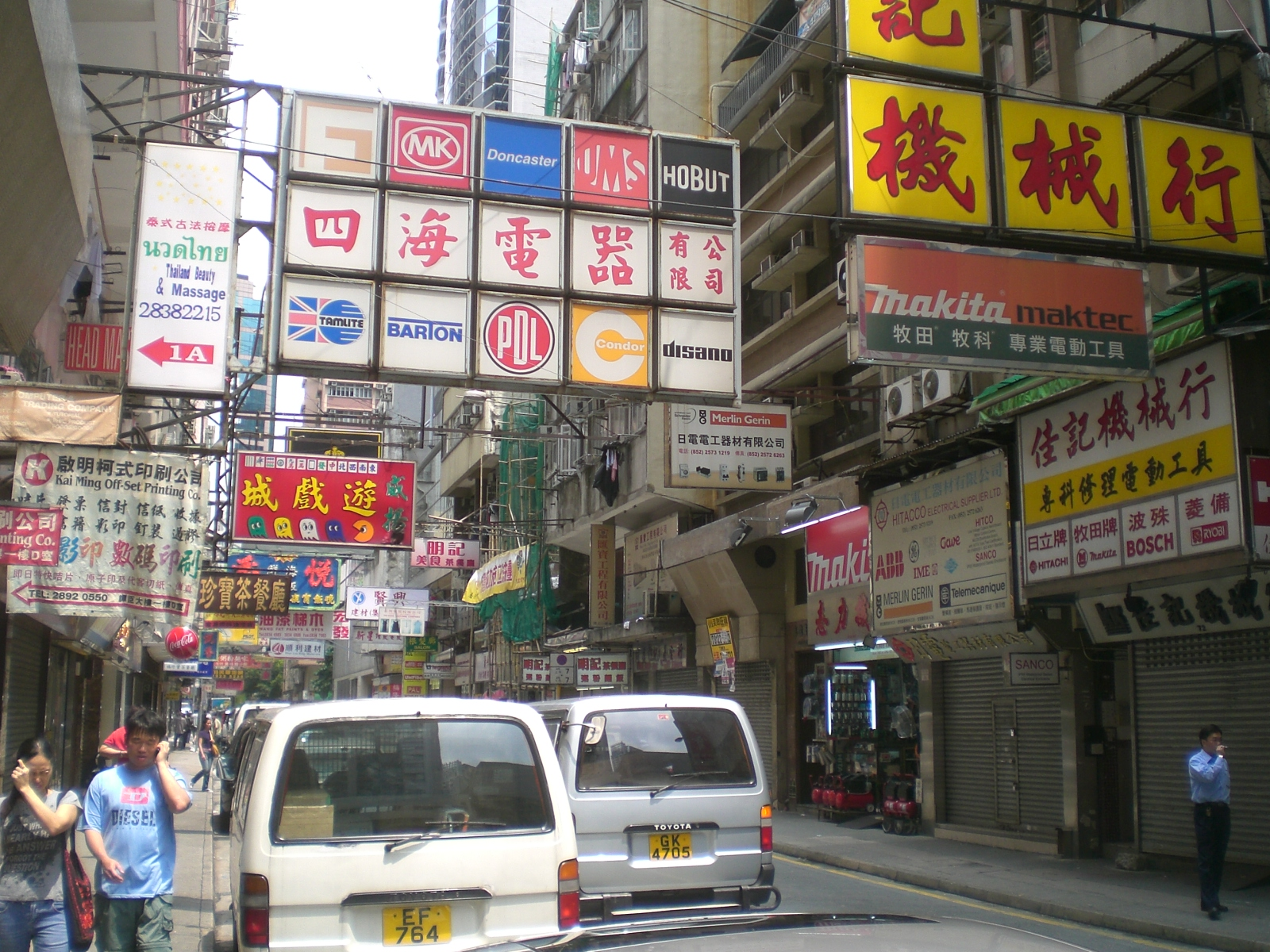
地舖和掛滿招牌的街景
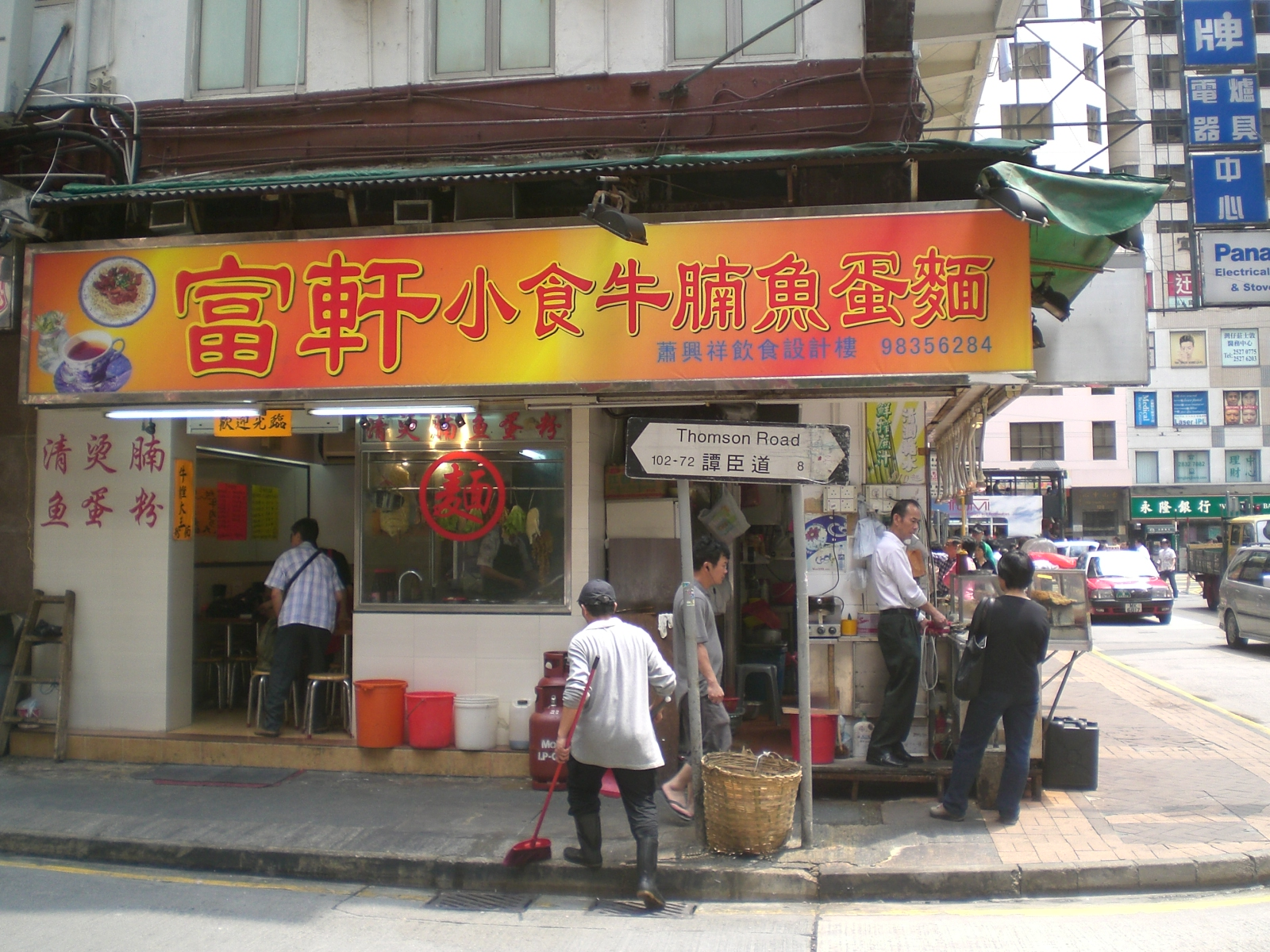
近灣仔站A3出口小食店
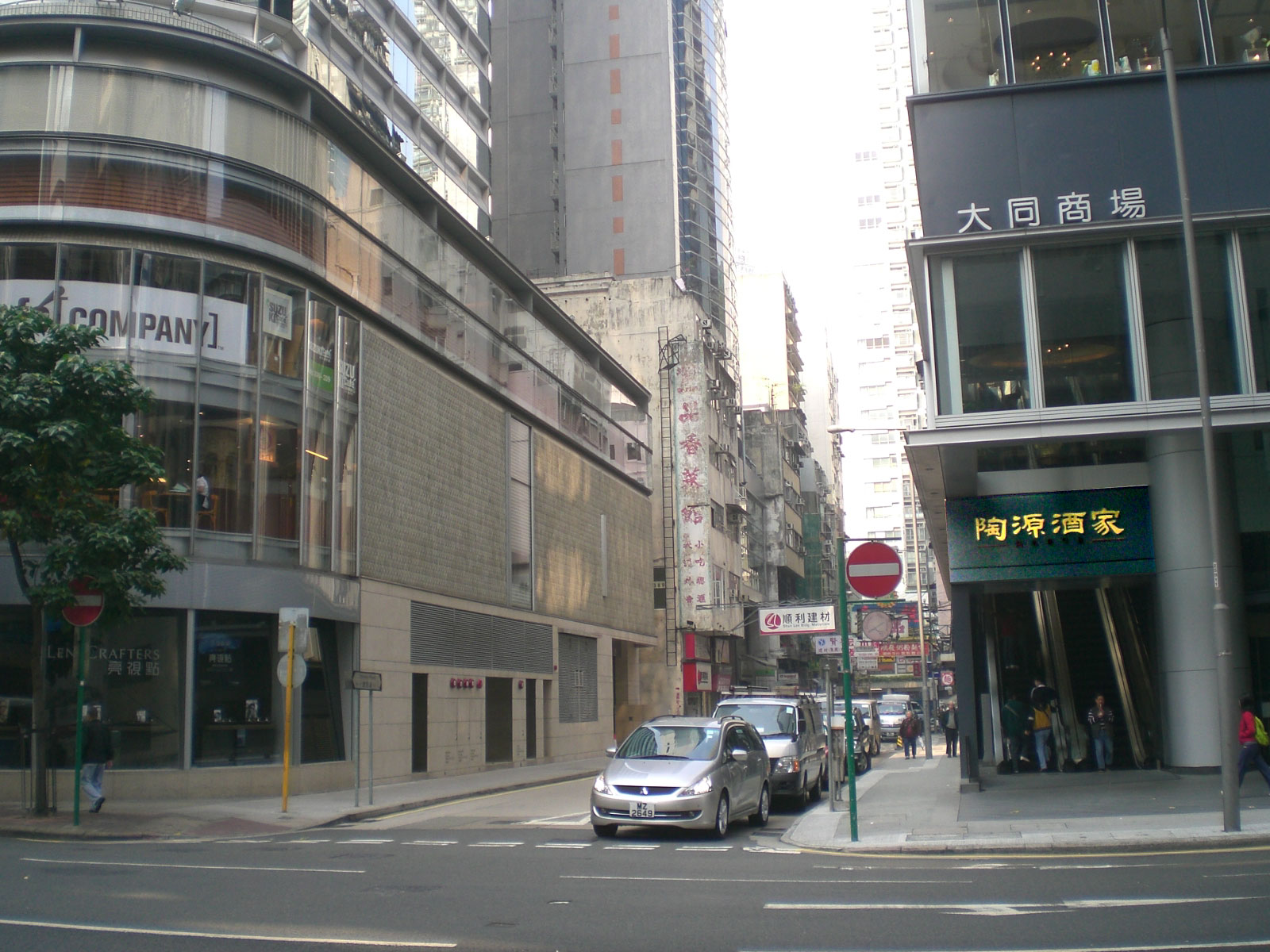
譚臣道近大有大廈

## 交通
港鐵： █  港島綫：灣仔站A3出口
紅色公共小巴總站：往華富

## 鄰近
- 軒尼詩道官立小學

## 色情場所
譚臣道不是區內主要道路，也沒有巴士行經，原本並不起眼，但2021年5月爆出首任國安處處長蔡展鵬被發現於2021年3月19日午後在該處的勝意大樓，在執勤時間身處於無牌按摩院兼賣淫場所「VIET SPA」，而該場所有提供手淫、「出火」、「波推」、「夾腸」、「全高清推」及「侍浴」等性服務，令這條街道受市民所認識。

## 外部連結
维基共享资源上的相關多媒體資源：譚臣道